# Gert Adriani
Gert Adriani (* 12. Januar 1908 in Vlotho; † 2. März 1989 in Göttingen) war ein deutscher Kunsthistoriker. Von 1958 bis 1970 war er Direktor des Herzog Anton Ulrich-Museums in Braunschweig.

## Leben
Gert Adriani, geboren als Sohn des Rechtsanwalts und Notars Erich Adriani in Vlotho an der Weser, studierte Kunstgeschichte in Göttingen, Berlin, München, Wien, Graz und Jena, wo er 1933 mit einer Arbeit über Klosterbibliotheken in Österreich und Süddeutschland zum Doktor der Philosophie promoviert wurde. Adriani war von 1933 bis 1936 als Wissenschaftliche Hilfskraft an der Universität Graz tätig, wechselte dann 1936 als Volontär an die Dresdner Kunstsammlungen, hatte bis 1938 einen Werkvertrag mit dem Kupferstichkabinett und der Gemäldegalerie Dresden und wurde 1938 wissenschaftlicher Angestellter an der Albertina in Wien. Von 1938 bis 1945 war er Kustos der Gemäldegalerie des Kunsthistorischen Museums Wien. 1940 wurde er Offizier des belgischen Ordens Leopold II.

### Tätigkeit im Nationalsozialismus
Nach dem „Anschluss“ war er Mitarbeiter des nationalsozialistischen Kunststaatssekretärs Kajetan Mühlmann. Im Jahre 1942 wurde er auf Empfehlung von Hans Posse Kustos am Kunsthistorischen Museum Wien, wo er von 1943 bis 1945 Leiter der Gemäldegalerie war und auch an Ankäufen aus dem Kunstraub der Dienststelle Mühlmann in den Niederlanden und Frankreich beteiligt war, so kaufte er für Wien ein Bild von Jan Weenix. Er wurde 1945 entlassen.
In der Zeit zwischen 1942 und 1944 schrieb Adriani elf Beiträge, davon sechs Aufsätze für die von dem nationalsozialistischen Politiker und Fotografen Adolf Hitlers Heinrich Hoffmann herausgegebene Monatsschrift Kunst dem Volk.

### Tätigkeit in der Nachkriegszeit
Adriani wechselte 1947 nach Detmold und im Folgejahr nach Düsseldorf, wo er ab 1948 Kustos und von 1954 bis 1958 Direktor der Städtischen Kunstsammlung war. Zwischen 1948 und 1954 war er zudem Direktor der Geschichtlichen Sammlung der Mitglieder der Goethe-Gesellschaft in Weimar.
Adriani wurde am 14. Juli 1958 als Direktor an das Herzog Anton Ulrich-Museum in Braunschweig berufen, das er bis zum 30. April 1970 leitete bevor er in den Ruhestand ging. Er gab 1969 das erste Gemäldeverzeichnis nach 1945 heraus. Während seines Direktorats wurden mehrere Gemälde und moderne Grafiken erworben. Adrianis Nachfolger als Museumsdirektor wurde Rüdiger Klessmann.

### Familie
Er war evangelisch, verheiratet ab 1934 mit Renate Adriani, geborene Goedecke. Aus dieser Ehe gingen die Kinder Thomas, Regine und Henrich Adriani hervor. Gert Adriani war bibliophil und lebte zuletzt in Göttingen.

## Schriften (Auswahl)
- Die Klosterbibliotheken des Spätbarock in Österreich und Süddeutschland. Dissertation. Graz 1935.
- mit Fritz Löffler und Franz Schubert: Sächsische Köpfe im zeitgenössischen Bild. Dresden 1938.
- Anton van Dycks italienisches Skizzenbuch. 1940.
- Führer durch Düsseldorf und Umgebung. Düsseldorf 1958.
- Herzog Anton Ulrich-Museum Braunschweig. Verzeichnis der Gemälde. Braunschweig 1969.